# Huang Yongsheng
Huang Yongsheng (chiń. upr. 黄永胜; chiń. trad. 黃永勝; pinyin Huáng Yǒngshèng; Wade-Giles Huang Yung-sheng; ur. 17 listopada 1910, zm. 26 kwietnia 1983) – chiński wojskowy, bliski współpracownik Lin Biao.
Pochodził z Xianning w prowincji Hubei. Członek KPCh od 1927 roku, brał udział w powstaniu jesiennych zbiorów. Dowódca oddziałów biorących udział w wojnie chińsko-japońskiej (1937–1945), chińskiej wojnie domowej (1946–49) oraz wojnie koreańskiej (1950–53).
Po utworzeniu Chińskiej Republiki Ludowej, został w 1955 roku awansowany do rangi generała i mianowany dowódcą okręgu wojskowego Guangdong. W okresie rewolucji kulturalnej brał aktywny udział w prześladowaniu działaczy państwowych. W 1968 roku, po usunięciu Yanga Chengwu, został mianowany szefem sztabu Chińskiej Armii Ludowo-Wyzwoleńczej. W grudniu tego samego roku odwiedził Tiranę, gdzie podpisał z Enverem Hodżą chińsko-albańską umowę wojskową. Podczas zamieszek w Hongkongu w 1967 roku Huang planował zbrojne zajęcie tej brytyjskiej kolonii, ostatecznie jednak inwazja została powstrzymana przez premiera Zhou Enlaia.
Pod nieudanej ucieczce Lin Biao do ZSRR w 1971 roku został oskarżony o udział w planowanym zamachu stanu, usunięty ze wszystkich zajmowanych stanowisk, aresztowany i wydalony z partii. W listopadzie 1980 roku postawiony przed sądem jako członek antypartyjnej kliki Lin Biao, 23 stycznia 1981 roku otrzymał wyrok osiemnastu lat pozbawienia wolności i utraty praw publicznych na okres pięciu lat.